# Cuộc vây hãm Alexandria (47 TCN)
Cuộc vây hãm Alexandria là một loạt các cuộc đụng độ và trận chiến xảy ra giữa quân đội dưới trướng của Julius Caesar, Cleopatra VII với Arsinoe IV và Ptolemaios XIII, diễn ra giữa năm 48 đến năm 47 TCN. Cùng trong khoảng gian này, Caesar cũng vướng vào một cuộc nội chiến giữa mình với quân đội Viện nguyên lão La Mã.

## Màn dạo đầu
Sau trận Pharsalus giữa quân đội Caesar và liên quân của Gnaeus Pompeius Magnus và Viện nguyên lão, phần lớn lực lượng dưới quyền Pompey tan rã hoặc đầu hàng Caesar. Tuy nhiên, Pompey đã tẩu thoát đến Amphipolis ở Ai Cập, và chỉ bị ám sát khi đáp tàu ở Ai Cập bởi hai cựu binh sĩ trong quân đội của ông là Achillas và Lucius Septimius. Vụ ám sát đã được đề xuất bởi các thái giám Pothinus và Theodotus xứ Chios, các cố vấn của pharaon Ptolemaios, những người cho rằng Caesar sẽ hài lòng với việc kẻ thù của mình đã bị loại bỏ.

## Diễn biến
Caesar cảm thấy rùng mình trước vụ ám sát Pompeius. Ông khóc thương vì cái chết của một người vừa từng là đồng minh vừa từng là con rể của mình. Ông yêu cầu Ptolemaios XIII trả lại khoản tiền mà cha cậu là Ptolemaios XII Auletes đã vay La Mã và đồng ý sẽ đứng ra giải quyết tranh chấp giữa Ptolemaios và chị gái kiêm đồng nhiếp chính của cậu là Cleopatra VII. Caesar chọn ủng hộ Cleopatra thay vì ủng hộ em trai bà.
Achillas sau đó đầu quân dưới trướng Pothinus nhằm chống lại Caesar. Sau khi nhận được mệnh lệnh thống lĩnh toàn bộ quân đội giao phó cho ông bởi Pothinus, ông nhanh chóng tiến quân tới Alexandria với 20.000 bộ bình và 2.000 kỵ binh. Caesar ở Alexandria không có đủ lực lượng để chống cự nên đã gửi sứ đến đàm phán. Tuy nhiên, Achillas giết sứ giả, dập tắt toàn bộ hy vọng cầu hòa. Sau đó, ông ta đánh vào Alexandria và chiếm gần hết thành phố. Cùng thời điểm, em gái của Ptolemaios là Arsinoë trốn khỏi chỗ Caesar chạy sang gia nhập Achillas. Tuy nhiên, sang đến năm 47 TCN, bất đồng xảy ra giữa hai bên. Achillas bị Arsinoë hạ lệnh cho viên thái giám Ganymedes sát hại. Sau khi Achillas bị giết, toàn bộ binh quyền được Arsinoe giao phó cho Ganymedes. Ganymedes ban đầu tuy giành được một số thắng lợi trước Caesar, vì Caesar chỉ có một ít lính mà ông mang theo và một số dân quân Ý còn sót lại ở đó từ sự kiện xảy ra trước đó vào năm 55 TCN. Ganymedes nhanh chóng làm mất lòng các tướng sĩ Ai Cập cấp cao. Với lý do muốn cầu hòa, họ đã đàm phán với Caesar để đổi Arsinoë lấy Ptolemaios XIII. Sau khi Ptolemaios XIII được thả, chiến tranh lại tiếp diễn. Quân cứu trợ của người La Mã bao gồm Mithridates của Pergamum và Antipater từ Judea nhanh chóng đến nơi. Tại bờ tây sông Nil, trận chiến cuối cùng đã diễn ra với chiến thắng cho Caesar. Pharaon Ptolemaios XIII chết đuối khi cố gắng băng qua sông.

## Hậu quả
Ngai vàng của Ptolemaios XIII được truyền cho em trai là Ptolemaios XIV và Cleopatra với tư cách là người đồng cai trị. Caesar kinh lý quanh Ai Cập trong hai tháng với Cleopatra trước khi tiếp tục cuộc nội chiến. Arsinoë đã bị áp giải đến Roma như một tù nhân, bị trục xuất đến Đền Artemis ở Ephesus và sau đó bị hành quyết theo lệnh của Cleopatra và Marcus Antonius.